# Love and Tears
Love and tears è un brano musicale cantato dalla modella Naomi Campbell, estratto come singolo dalla sua prima, ed unica, esperienza musicale: l'album Baby Woman, pubblicato nel 1994, se non si considera la breve parte vocale avuta nel brano Cool as Ice di Vanilla Ice (1991).
La canzone ha influenze orientali, contrastate da un sound moderno. Il singolo ottiene un discreto successo in Italia, dove raggiunge la posizione numero 10 dei singoli più venduti, ed in Francia dove però arriva solo fino alla posizione numero 36. Tuttavia l'esperienza per la Campbell rimarrà isolata, e non verrà prodotto più alcun disco.

## Tracce

### 12" Vynil
1. "Love And Tears" (Master Mix) (6:30)
2. "Love And Tears" (Ambient Mix) (7:22)
3. "Love And Tears" (Soul Power Mix) (6:53)
4. "Love And Tears" (Hip Hop Mix) (6:13)
5. "Love And Tears" (Dungeon Mix) (9:25)

### CD Maxi
1. "Love And Tears"
2. "Love And Tears" (Youth Master Mix)
3. "Love And Tears" (Soul Power Mix)
4. "Never In A Million Years"